# الاعتقال الإداري في فلسطين
الاعتقال الإداري في فلسطين هو اعتقالُ شخصٍ فلسطينيّ ما بأمرٍ من القادة العسكريين وبتوصيةٍ من المخابرات الإسرائيلية بعد جمع مواد ومعلومات عنه تُصنَّف بأنها «سريّة». تُعرّف منظمة بتسيلم الاعتقال الإداري بأنه «اعتقالٌ يستند إلى أمرٍ إداري فقط، دون حسم قضائي، وبدون لائحة اتهام وبدون محاكمة.»

## التاريخ
بدأَ إصدار أوامر الاعتقالات الإدارية بموجب أنظمة الدفاع لحالة الطوارئ التي أقرها الانتداب البريطاني عام 1945. بعد احتلال إسرائيل لفلسطين؛ شرَّعت الأولى عددًا من القوانين التي تُعزّز الاعتقال الإداري كما أدخلت على هذه السياسة عددًا من التعديلات بين الفينة والأخرى. يمنحُ هذا «القانون» قائد المنطقة العسكرية الحقَّ في احتجاز شخصٍ أو أشخاصٍ لمدة تصل إلى نصفِ سنة؛ كما يُحرم المعتقل إداريًا من معرفة سبب الاعتقال هذا عدى عن تجديد سلطات الاحتلال لفترة الاعتقال الإدراي كل ما رغبت في ذلك.
تُعدّ إسرائيل «الدولة الوحيدة» التي لا زالت تعملُ بنظام الاعتقال الإداري بعدما تخلّت عنه باقي الدول التي عملت به بما في ذلك بولندا وجنوب أفريقيا في وقتٍ ما.

## عدد المعتقلين
حسبَ وزارة شؤون الأسرى؛ فقد سُجِّلت إلى حدود عام 2014 أكثر من 50 ألف حالة اعتقال إداري، من بين نحو 805 آلاف حالة اعتقال.